# Dimitrovgrad (Rusland)
Dimitrovgrad (russisk: Димитровград, tr. Dimitrovgrad) er en by, der er det administrative center for Dimitrovgrad bymæssige okrug i Uljanovsk oblast, Rusland. Byen har 108.804 (2024) indbyggere. 
Dimitrovgrad ligger nord for udmundingen af floden Store Tjeremsjan i Kujbysjevskojereservoiret på Volga, ca. 80 km øst for den oblastens administrative center, Uljanovsk, og 119 km nord for byen Samara. Den nærmeste by er Sengilej på højre bred af Kujbysjevskojereservoiret, ca. 60 km luftlinje sydvest for Dimitrovgrad.

## Historie
Dimitrovgrad blev grundlagt 1698 , da der i området for den nuværende by opstod en første bosættelse af tjuvasjere. Denne bosættelse blev kaldt Melekess (russisk: Мелекесс) efter en lille flod af samme navn, hvis navn stammer fra tyrkisk. I 1730'erne blev der bygget en statlig spritfabrik nær landsbyen, hvor der senere voksede en bosættelse for arbejdere og funktionærer frem. Selv om fabrikken blev lukket i 1847, fortsatte landsbyen som en kommercielt center og blev erklæret i 1877 til en "Possad" (dansk: forstad), en bylignende håndværks- og kommerciel bosættelse. I 1919 fik Melekess bystatus.
Den 15. juli 1972 blev byen omdøbt til Dimitrovgrad efter den bulgarske kommunistiske leder Georgi Dimitrov i anledning af 90-årsdagen for hans fødsel.

### Befolkningsudvikling
| År   | Indbyggere |
| ---- | ---------- |
| 1939 | 32.485     |
| 1959 | 50.696     |
| 1970 | 81.350     |
| 1979 | 105.958    |
| 1989 | 123.570    |
| 2002 | 130.871    |
| 2010 | 122.580    |

Note: Data fra folketællinger

## Økonomi og trafik
Den største virksomhed i byen ligger seks kilometer sydvest for Dimitrovgrad, russisk: НИИАР, (dansk: ~ Videnskabeligt Forskningsinstitut for Atomreaktorer). En af instituttets otte reaktorer leverer fjernvarme til byen. Denne reaktor er den eneste af sin art. Desuden er der maskin- og tekstilindustrien vigtige i Dimitrovgrad.
Dimitrovgrad ligger ved motorvejen, der forbinder Uljanovsk og Samara, hvor motorvejen er forbundet med det russiske motorvejsnet. Byen har en jernbanestation med direkte tog til Moskva, Sankt Petersborg, Ufa, Perm og Tjeljabinsk.